# Pace in casa, pace nel mondo

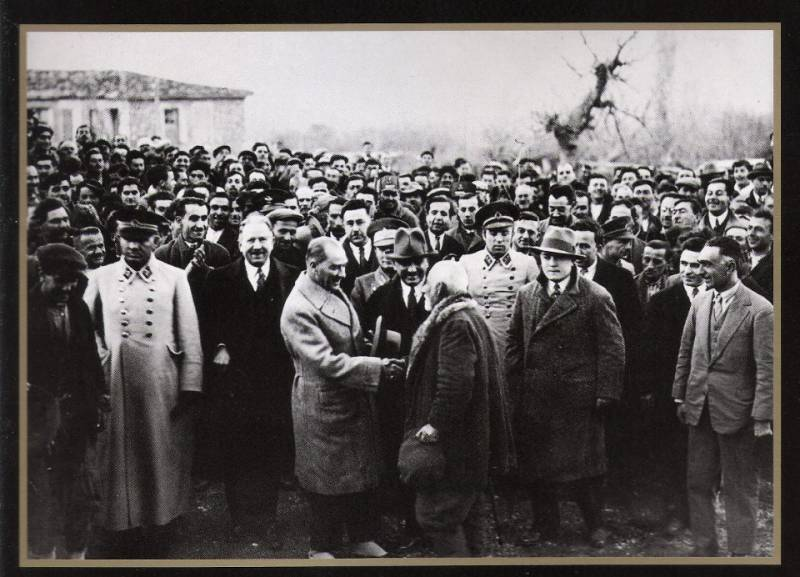
Kemal Atatürk parla con un cittadino durante i suoi tour in Anatolia nel 1931.

La frase «Pace in patria, pace nel mondo», che in lingua turca recita «Yurtta Sulh, cihanda Sulh» fu pronunciata per la prima volta pubblicamente dal presidente turco Mustafa Kemal Atatürk il 20 aprile 1931. È considerata l'emblema della politica della neonata Repubblica di Turchia nelle relazioni internazionali.
È possibile tradurre in lingua italiana la frase completa originale ("Cumhuriyet Halk Fırkası'nın müstakar umumî siyasetini şu kısa cümle açıkça ifadeye kâfidir zannederim: Yurtta sulh, cihanda sulh için çalışıyoruz") con "Per descrivere la diplomazia stabile e generale del Partito Repubblicano del Popolo, penso che questa breve frase sia sufficiente: Lavoriamo per la pace in casa, [e per la] pace nel mondo".

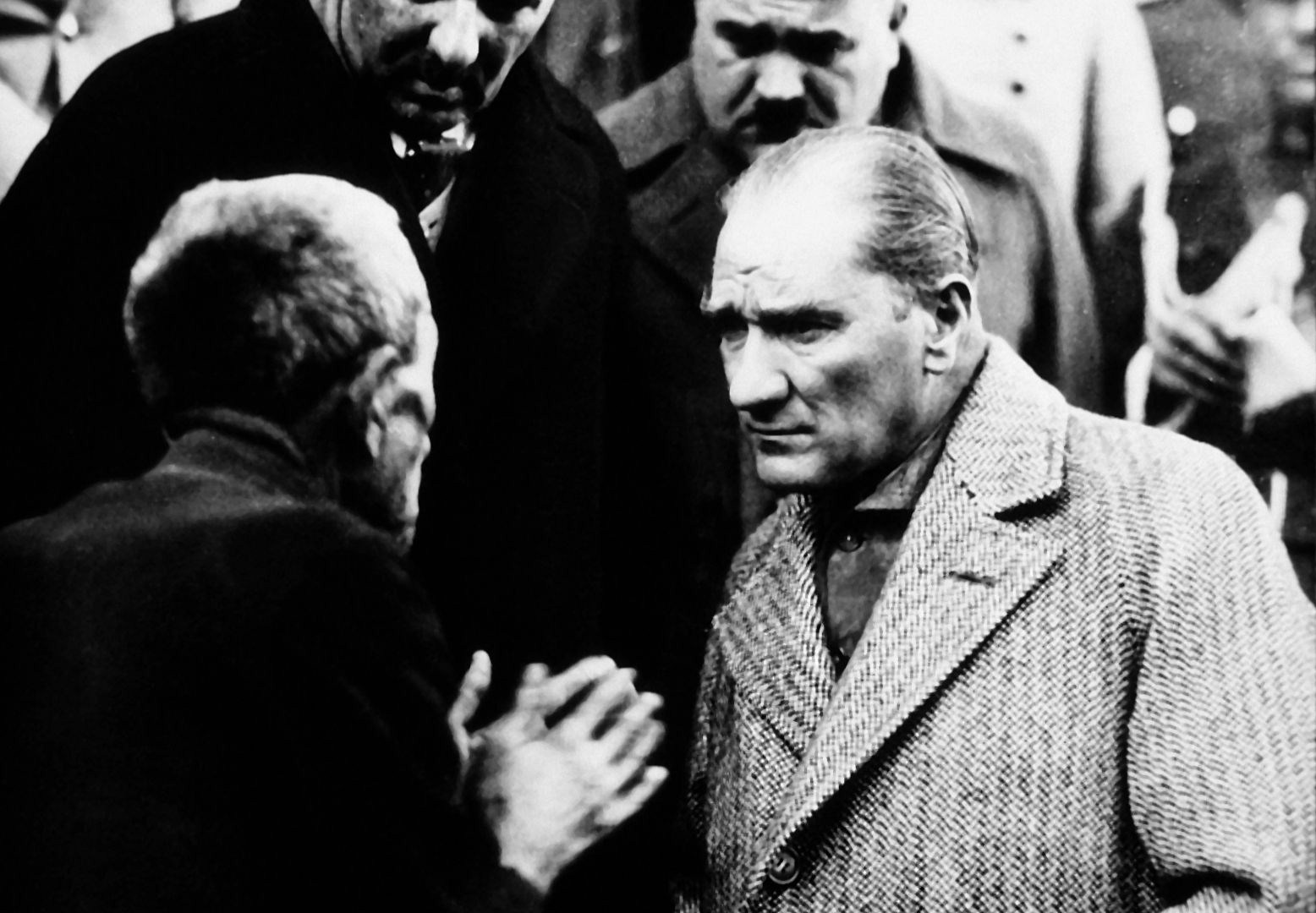
Atatürk discute con gli abitanti di Tokat

## Significato
La politica estera di Atatürk, nella quale la percezione della pace era direttamente legata al suo progetto di civiltà e di modernizzazione, era dipendente dal potere della sovranità parlamentare istituita dalla Repubblica. Le conseguenze di tale approccio sono ravvisabili nel perseguimento di una stretta collaborazione con i vicini ad est. In Afghanistan, dal 1919 guidato dal riformista Amānullāh Khān, il ministro degli esteri Mahmud Tarzi era un profondo ammiratore della politica interna adottata dal partito unico turco. L'influenza di Atatürk crebbe notevolmente nell'ambito dell'inasprimento delle relazioni bilaterali Anglo-Afghane, dovute al timore che il paese asiatico meridionale potesse avviare una più ampia collaborazione con l'Unione Sovietica. Il 20 maggio 1928, il leader turco organizzò un incontro distensivo tra la Regina Mary di Teck e la dirigenza afghana nella città di Costantinopoli. Inoltre, egli contribuì alla riammissione del vicino orientale nella Società delle Nazioni, avvenuta nel 1934.
In Iran, lo Scià Reza Pahlavi condivideva sia l'atteggiamento anti-imperialista e la politica di modernizzazione del presidente turco, nonostante l'abolizione del Califfato fosse destinata a provocare un incrinamento dei rapporti e la profonda avversione del locale clero sciita.
L'8 luglio 1937 Turchia, Afghanistan, Iran, e Iraq firmarono il trattato di Saadabad, con il fine di conservare le loro frontiere comuni, di avviare una concertazione riguardo alle questioni di interesse comune e di non commettere tra di loro alcuna aggressione.
A questo seguì l'Intesa balcanica, sottoscritta da Grecia, Turchia, Iugoslavia, e Romania il 9 febbraio 1934. L'accordo, caldeggiato dalla Gran Bretagna, promuoveva la non belligeranza tra i quattro Stati, l'inviolabilità delle frontiere, il coordinamento della politica estera e l'aiuto reciproco in caso di dichiarazione di guerra da parte di uno Stato non aderente al patto.